# Coleophora lusitanica
Coleophora lusitanica is een vlinder uit de familie kokermotten (Coleophoridae). De wetenschappelijke naam is voor het eerst geldig gepubliceerd in 2004 door Baldizzone & Corley.
De soort komt voor in Europa.